# Chile con queso

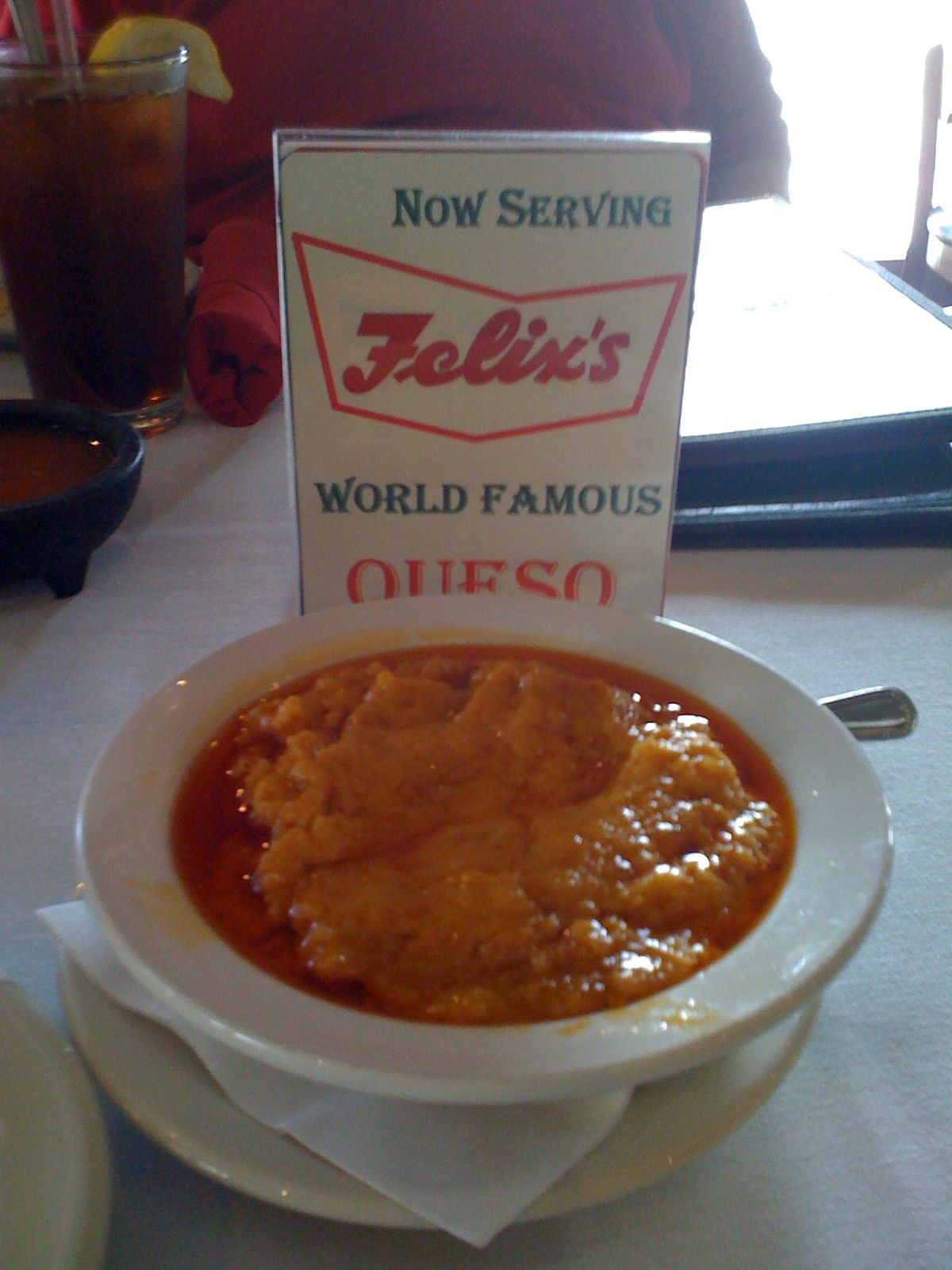
Chile con queso se podává v restauraci

Chile con queso (španělsky „chile se sýrem“), někdy nazývané jednoduše queso, je předkrm nebo příloha z roztaveného sýra a chilli papriček, obvykle podávané v Tex-Mex restauracích jako dip pro tortilla chipsy.

## Původ
Chile con queso pochází ze severního mexického státu Chihuahua, je to verze Queso chihuahua a Queso flameado. Chile con queso se převážně objevuje na jídelníčcích Tex-Mex restaurací na jihozápadě a západě Spojených států.

### Ingredience
Chile con queso je hladká krémová omáčka používaná jako dip. Zhotovuje se ze směsi roztavených sýrů, smetany a chilli papriček; Mnoho restaurací podává chile con queso spolu s pico de gallo, černými fazolemi, s guacamole nebo s mletým hovězím nebo vepřovým masem.

### Servírování
Chile con queso je teplé jídlo ohřáté na požadovanou teplotu. Lze ho jíst s tortillou, tortilla chipsy, nebo pita chipsy, které jsou silnější než běžné tortilla chipsy. Může se také použít jako příloha k fajitě, tacu, enchiladě, migu, quesadille nebo k jiným Tex-Mex jídlům.
Tex-Mex restaurace v USA často nabízejí chipsy a salsu zdarma, ale queso je za příplatek. Může být vyrobeno z různých sýrů, obvykle bílé nebo žluté barvy.
Ačkoli chile con queso se běžně nazývá „queso“, nemělo by být zaměňováno se „sýrovým dipem“, což je rozpuštěný sýr bez papriček. 